# Johan Bülow (ishockeyspelare)
Den här artikeln handlar om ishockeyspelaren Johan Bülow, född 1976
Johan Peter Bülow, född 28 juni 1976 i Linköping, är en svensk före detta professionell ishockeyspelare. Han spelade länge i Linköping HC och var ett tag den spelare som genom tiderna representerat Linköping i flest matcher (sedan dess har Fredrik Emvall och Magnus Johansson spelat fler). Under sin tid i Linköping 1994-2005 spelade Bülow 501 matcher för klubben och presterade 66 mål och 68 assists. Han var en del av det lag som 1999 för första gången, och sedan igen 2001, förde upp Linköping till Elitserien. Bülow var trotjänaren som blev en publikfavorit i Linköping tack vare sitt ursprung i staden, sin uppoffrande spelstil och inställning.
Bülow lämnade Linköping efter säsongen 2004/05 och spelade därefter för Alleghe i Italien, Bofors IK i Hockeyallsvenskan, och HC Vita Hästen i Division 1.

## Statistik
| 1994–95            | Linköping HC       | Div. 1             | 21  | 1  | 2  | 3  | 6   | —  | —  | — | —  | —  |
| 1995–96            | Linköping HC       | Div. 1             | 31  | 7  | 5  | 12 | 30  | 4  | 0  | 0 | 0  | 2  |
| 1996–97            | Linköping HC       | Div. 1             | 32  | 1  | 2  | 3  | 40  | 14 | 5  | 2 | 7  | 10 |
| 1997–98            | Linköping HC       | Div. 1             | 32  | 7  | 12 | 19 | 24  | 10 | 3  | 3 | 6  | 8  |
| 1998–99            | Linköping HC       | Div. 1             | 42  | 6  | 14 | 20 | 18  | 10 | 2  | 1 | 3  | 8  |
| 1999–00            | Linköping HC       | Elitserien         | 50  | 3  | 7  | 10 | 32  | 10 | 2  | 0 | 2  | 8  |
| 2000–01            | Linköping HC       | Allsvenskan        | 33  | 6  | 7  | 13 | 16  | 9  | 2  | 0 | 2  | 14 |
| 2000–01            | Tranås AIF         | Allsvenskan        | 4   | 5  | 1  | 6  | 6   | —  | —  | — | —  | —  |
| 2001–02            | Linköping HC       | Elitserien         | 40  | 3  | 0  | 3  | 36  | —  | —  | — | —  | —  |
| 2002–03            | Linköping HC       | Elitserien         | 47  | 2  | 0  | 2  | 73  | 10 | 8  | 2 | 10 | 8  |
| 2003–04            | Linköping HC       | Elitserien         | 50  | 5  | 9  | 14 | 38  | 4  | 1  | 0 | 1  | 8  |
| 2004–05            | Linköping HC       | Elitserien         | 46  | 1  | 2  | 3  | 24  | 6  | 0  | 0 | 0  | 2  |
| 2005–06            | Alleghe Hockey     | Serie A            | 47  | 14 | 23 | 37 | 70  | —  | —  | — | —  | —  |
| 2006–07            | Bofors IK          | Allsvenskan        | 44  | 11 | 13 | 24 | 63  | —  | —  | — | —  | —  |
| 2007–08            | Bofors IK          | Allsvenskan        | 45  | 16 | 13 | 29 | 42  | —  | —  | — | —  | —  |
| 2008–09            | Bofors IK          | Allsvenskan        | 39  | 6  | 8  | 14 | 46  | —  | —  | — | —  | —  |
| 2009–10            | HC Vita Hästen     | Div. 1             | 41  | 23 | 18 | 41 | 34  | 5  | 0  | 2 | 2  | 10 |
| 2010–11            | HC Vita Hästen     | Div. 1             | 41  | 14 | 13 | 27 | 65  | 9  | 1  | 3 | 4  | 8  |
| Elitserien totalt  | Elitserien totalt  | Elitserien totalt  | 233 | 14 | 18 | 32 | 203 | 30 | 11 | 2 | 13 | 26 |
| Allsvenskan totalt | Allsvenskan totalt | Allsvenskan totalt | 165 | 44 | 42 | 86 | 173 | 9  | 2  | 0 | 2  | 14 |